# IBM 740
IBM 740 CRT Recorder — пристрій виведення інформації, анонсований компанією IBM у 1954 році. Міг під'єднуватися до машин IBM 701, IBM 704 і IBM 709 і призначався для відображення векторної графічної інформації на фотографічній плівці шириною 35 мм.
Пристрій містив цифро-аналоговий перетворювач і високоякісну електронно-променеву трубку діаметром 7 дюймів з електростатичним відхиленням променів. Розмір растру складав 1024 на 1024, але на довільній горизонтальній чи вертикальній лінії можна було відобразити лише 256 пікселів.
Інформація про кожну відображувану точку зберігалася у одному 36-розрядному машинному слові: 2 × 10 біт займали координати X і Y, а три додаткових біти кодували допоміжні параметри: один біт інтенсивності (звичайна/яскрава), і по одному біту, які при встановленні вказували, що з даної координати має бути накреслено координатну лінію (якщо обидва були встановлені, малювалася лінія під кутом 45 градусів).
Електронно-променева трубка у IBM 740 мала люмінофор типу P11 з коротким часом післясвітіння. Фотоплівка шириною 35 мм зберігалася у спеціальному магазині-подавачі, що вміщував до 100 футів плівки; механічне подавання плівки могло контролюватися програмно комп'ютером. Фірма рекомендувала використовувати плівку типу ASA 200.
Монітор IBM 780 CRT Display призначався для під'єднання до пристрою IBM 740 і точного відображення його екрану. Монітор 780 мав більший екран діагоналлю 21 дюйм з довгим часом післясвітіння (номінально 2 секунди, тип люмінофору P7).